# エリック・アブラハムソン
エリック・アブラハムソン（Erik Adolf Efraim Abrahamsson、1898年1月28日 - 1965年5月19日）は、スウェーデンの男子陸上競技選手、アイスホッケー選手である。彼は1920年に開催されたアントワープオリンピックの走幅跳で銅メダルを獲得した。

## 経歴
アブラハムソンは1914年に、ストックホルム県のセーデルテリエのスポーツクラブ、セーデルテリエSK（en:Södertälje SK）でバンディ競技を始めた。後に彼は1921年にアイスホッケー選手の道に進み、スウェーデンのアイスホッケー代表チームメンバーに選ばれている。同じく1921年には、アイスホッケーヨーロッパ選手権で優勝した。
アブラハムソンは陸上選手としても活躍し、1920年のアントワープオリンピックでは走幅跳に出場した。8月17日に行われた予選で6メートル86センチの記録で2位につけた彼は、上位6人が進出する決勝に進出した。翌日の決勝では、7メートル8センチの跳躍で3位となり、同じくスウェーデン代表のヴィリアム・ペテション、アメリカ合衆国代表のカール・ジョンソンに続いて銅メダルを獲得した。彼はスウェーデン国内選手権の走幅跳競技で、1921年から1923年にかけて3回優勝している。
なお、彼の兄カール・アブラハムソン（en:Carl Abrahamsson、1896年5月1日 – 1948年12月25日）もアイスホッケーの選手であり、1928年に開催されたサンモリッツオリンピックのアイスホッケー競技でスウェーデン代表チームの一員として銀メダルを獲得している。